# Zhenbao
Zhenbao (chiń. trad. 珍寶, chiń. upr. 珍宝, pinyin Zhēnbǎo), znana też pod rosyjską nazwą Damanskij (ros. Дама́нский) – wyspa na rzece Ussuri, przedmiot sporu pomiędzy Związkiem Socjalistycznym Republik Radzieckich a Chińską Republiką Ludową.
Powierzchnia wyspy wynosi 0,74 km². Przez część roku jest całkowicie zanurzona.
Wyspa była położona ok. 400 m od granicy ze Związkiem Radzieckim i ok. 100 m od chińskiej strony Ussuri. W 1964 roku doszło do pierwszych incydentów na granicy chińsko-sowieckiej. W tym samym roku zawarto krótkotrwały pakt pomiędzy ZSRR i Chinami, na mocy którego Zhenbao i ok. 400 innych wysp rzecznych zostały przyznane Chinom.
Od 2 do 15 marca 1969 roku na wyspie toczyły się walki pomiędzy wojskiem radzieckim a chińskim o uzyskanie kontroli nad wyspą i jej okolicą. Konflikt nad Ussuri trwał do września 1969 roku.
W 1991 roku Chiny uzyskały pełną kontrolę nad wyspą.